# Путлер
Путлер — неологізм, утворений шляхом злиття президента країни – агресорки Росії Володимира Путіна та німецького диктатора Адольфа Гітлера. Часто використовується у слогані «Путлер капут!» опозиціонерами російського режиму[джерело?]. Термін є пейоративом, має негативну ідеологічну конотацію.

## Походження
За словами російського лінгвіста Бориса Саріфулліна, слово «Путлер» вперше було вжито в Росії. За словами французької історикині Марлен Ларюель, це слово походить з української преси.

## Використання
Слово «Путлер» стало поширеним спочатку серед опозиції в Росії та серед громадян України, а після Російського вторгнення в Україну — у всьому світі.
У квітні 2009 року вживання слова «Путлер» було офіційно заборонено в Росії. За даними Приморської лабораторії судових експертиз Міністерства юстиції РФ, слово має «виразну емоційну оцінку особистості чи діяльності Володимира Путіна як представника державної влади та носить образливий характер» .

## Світлини

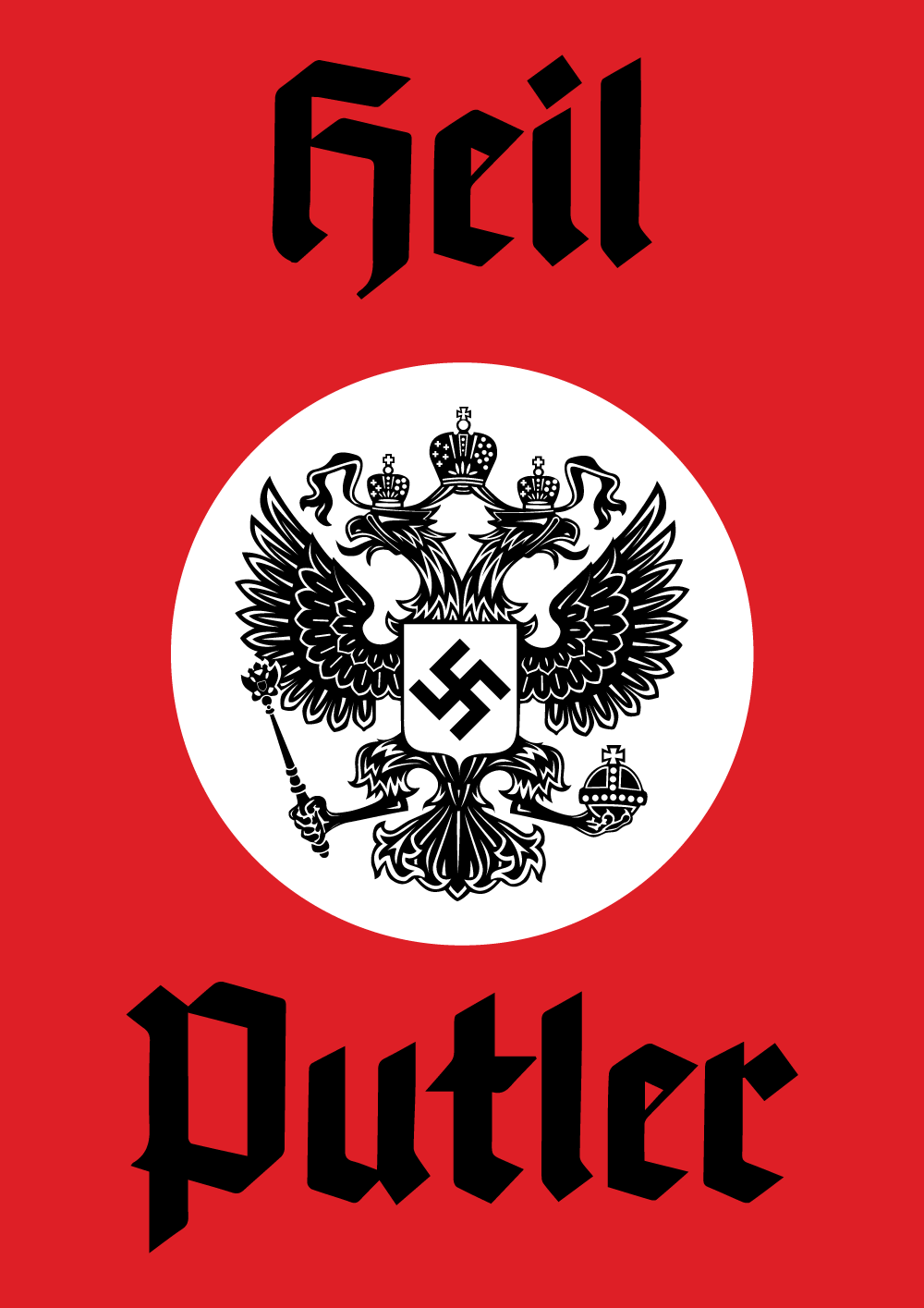
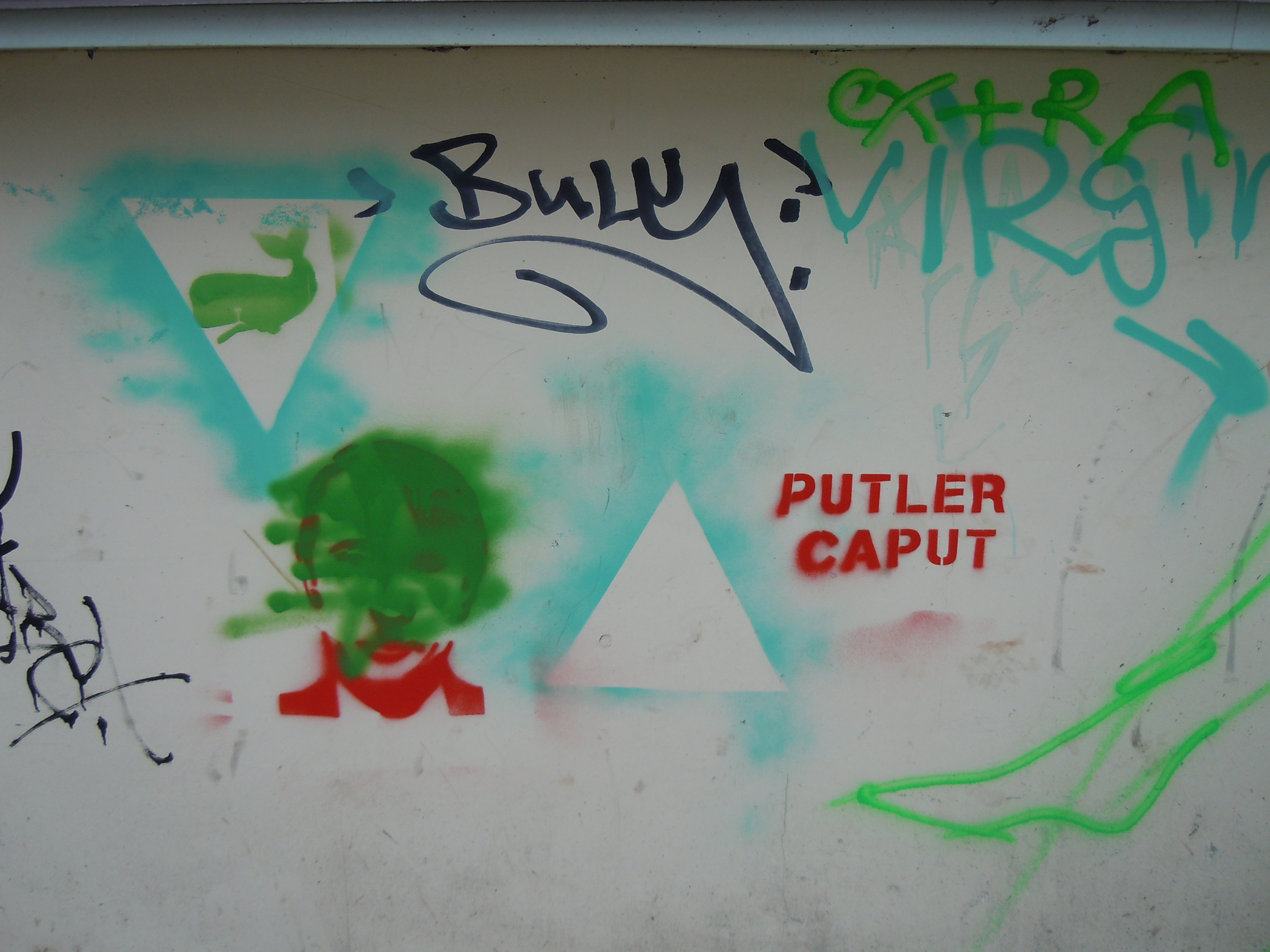
Графіті в Одесі. 2014 рік
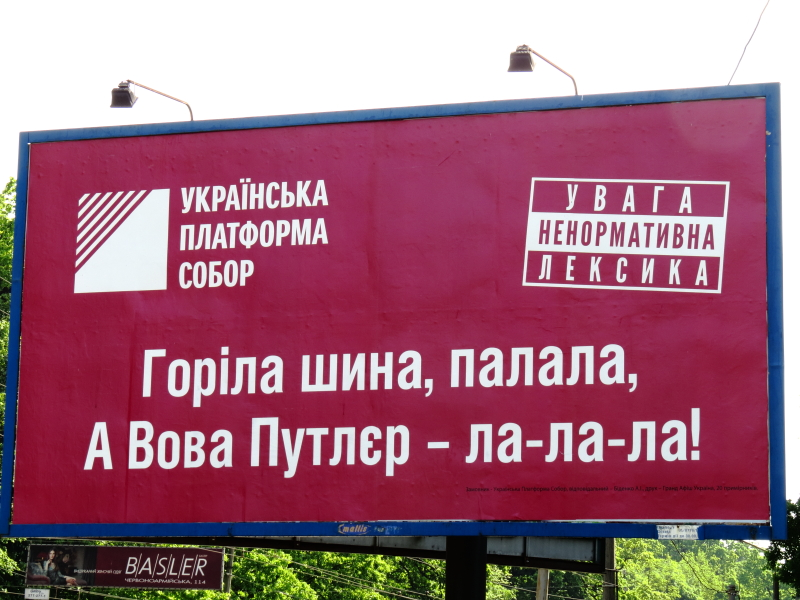
Банер партії Українська республіканська платформа у Києві. 2014  рік
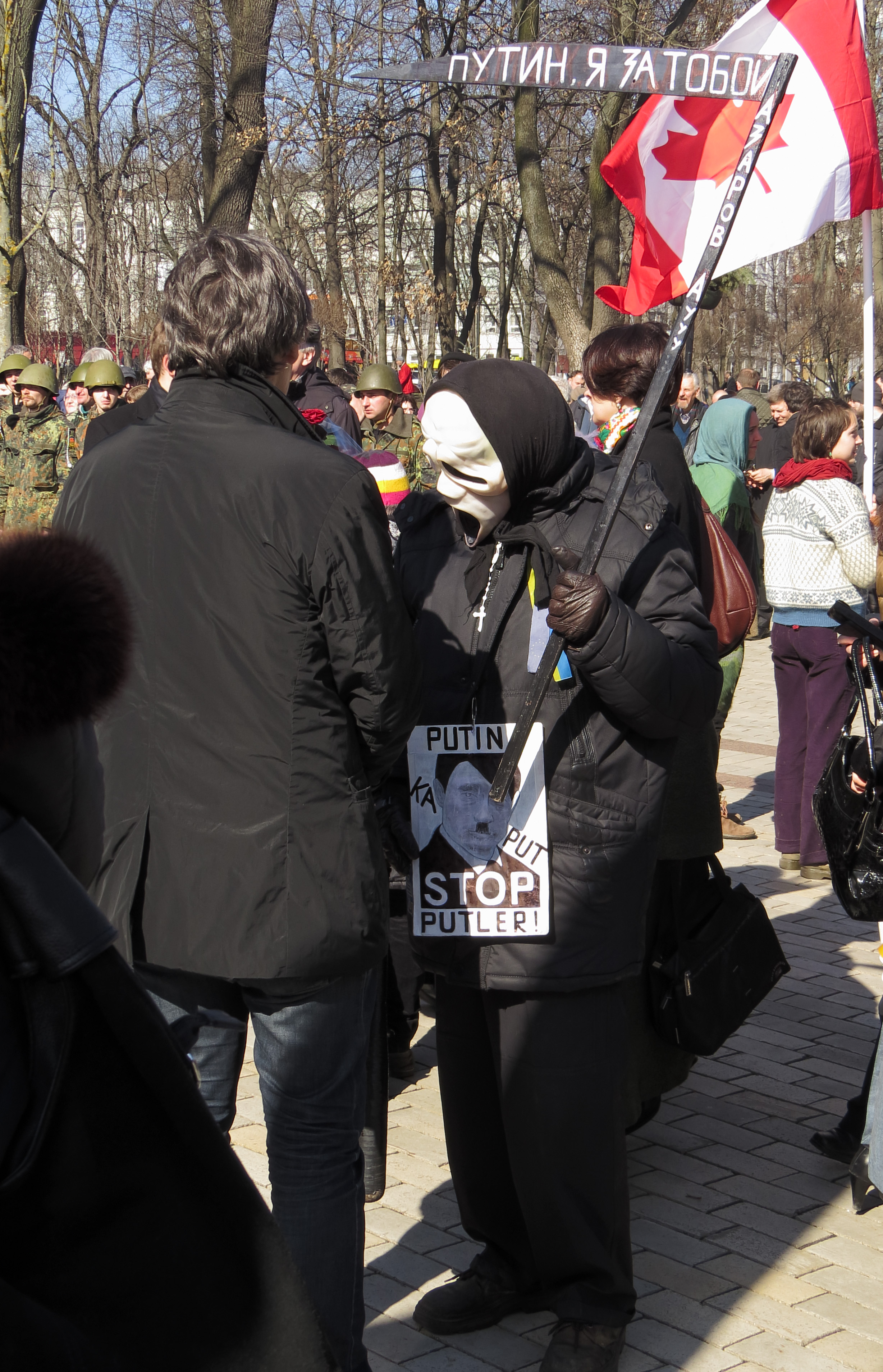
Мітинг у Києві. 9 березня 2014 р.
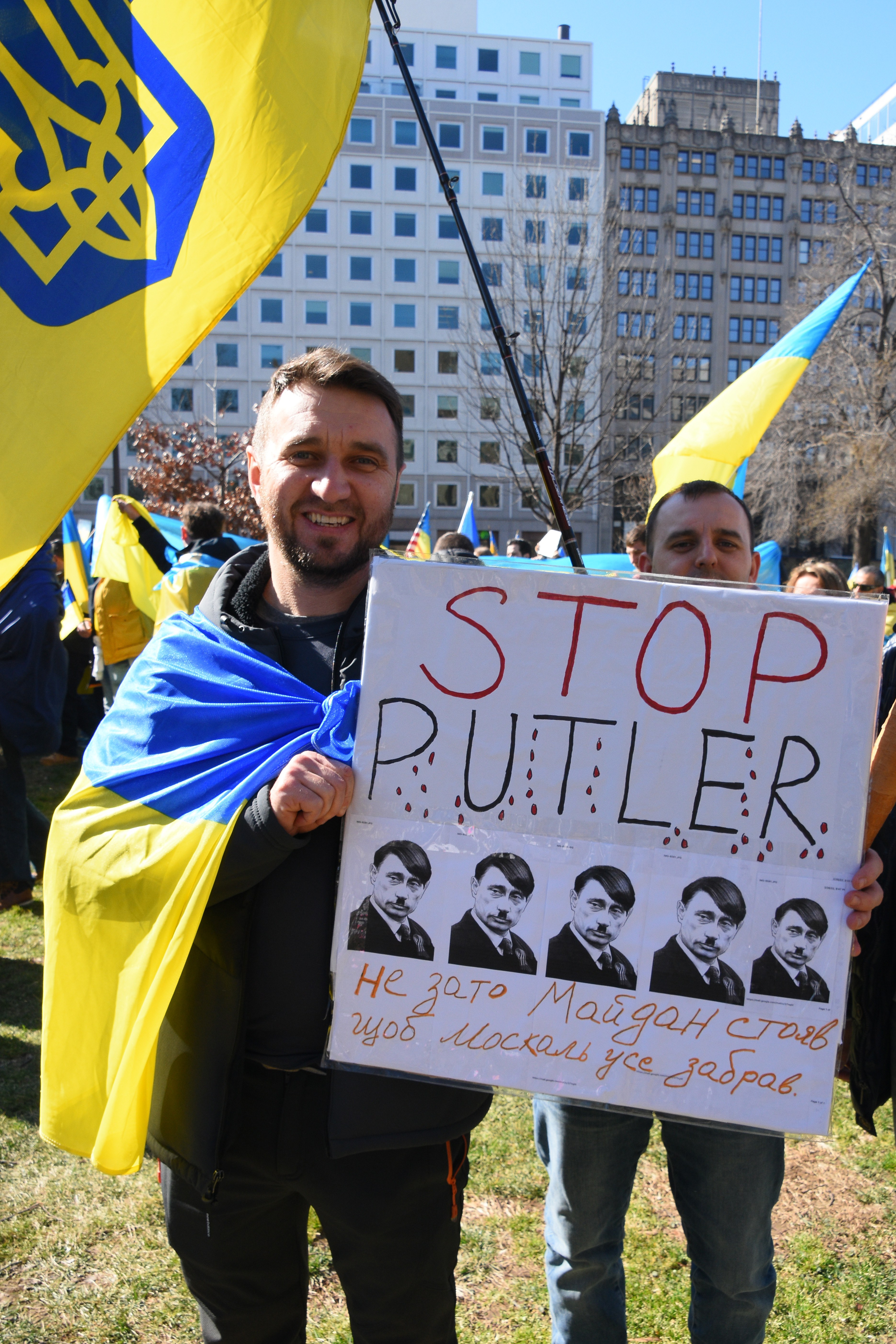
Протести проти війни в Україні. 2022 рік

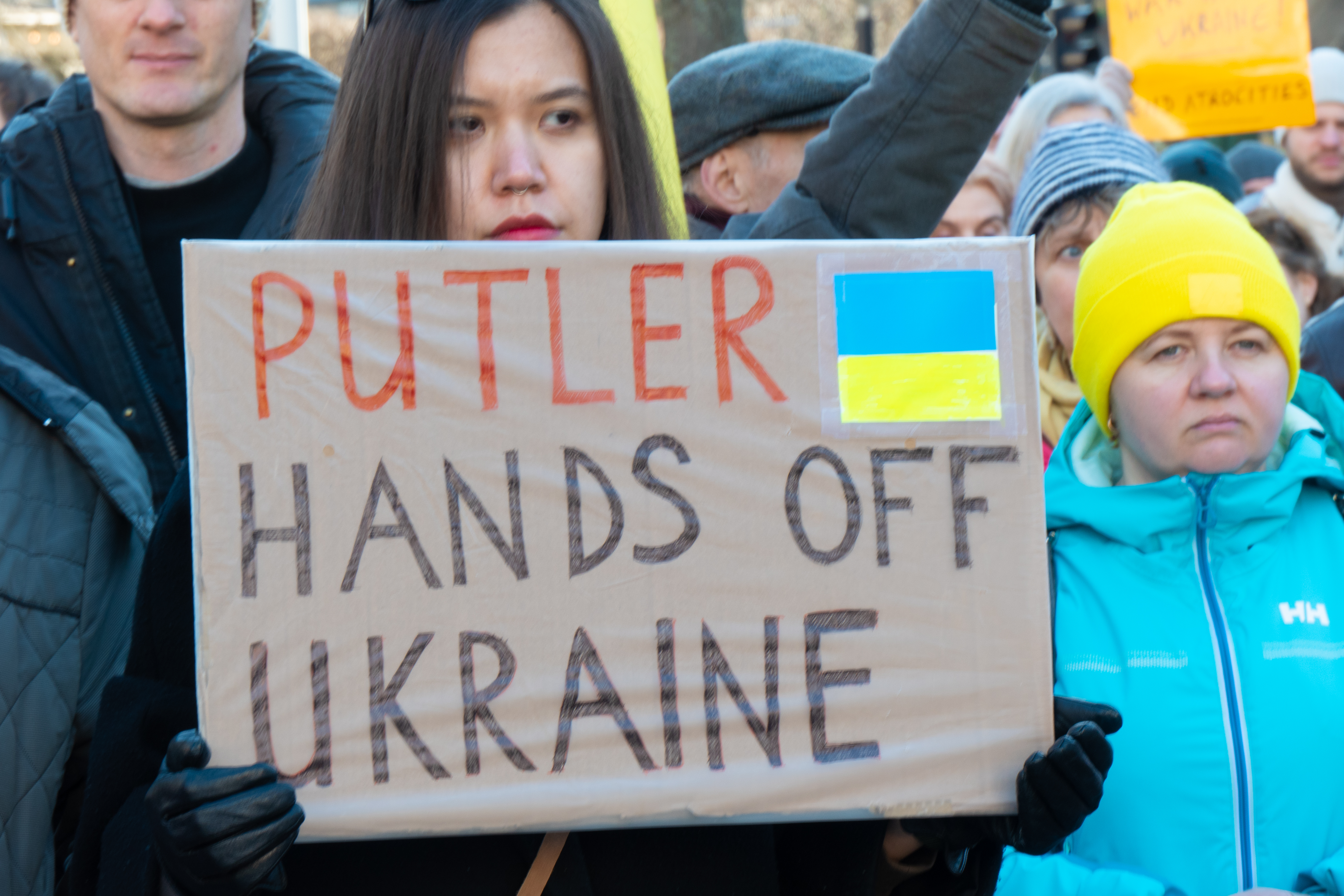
Демонстрація проти російського вторгнення в Україну. Стокгольм. 2022 р.
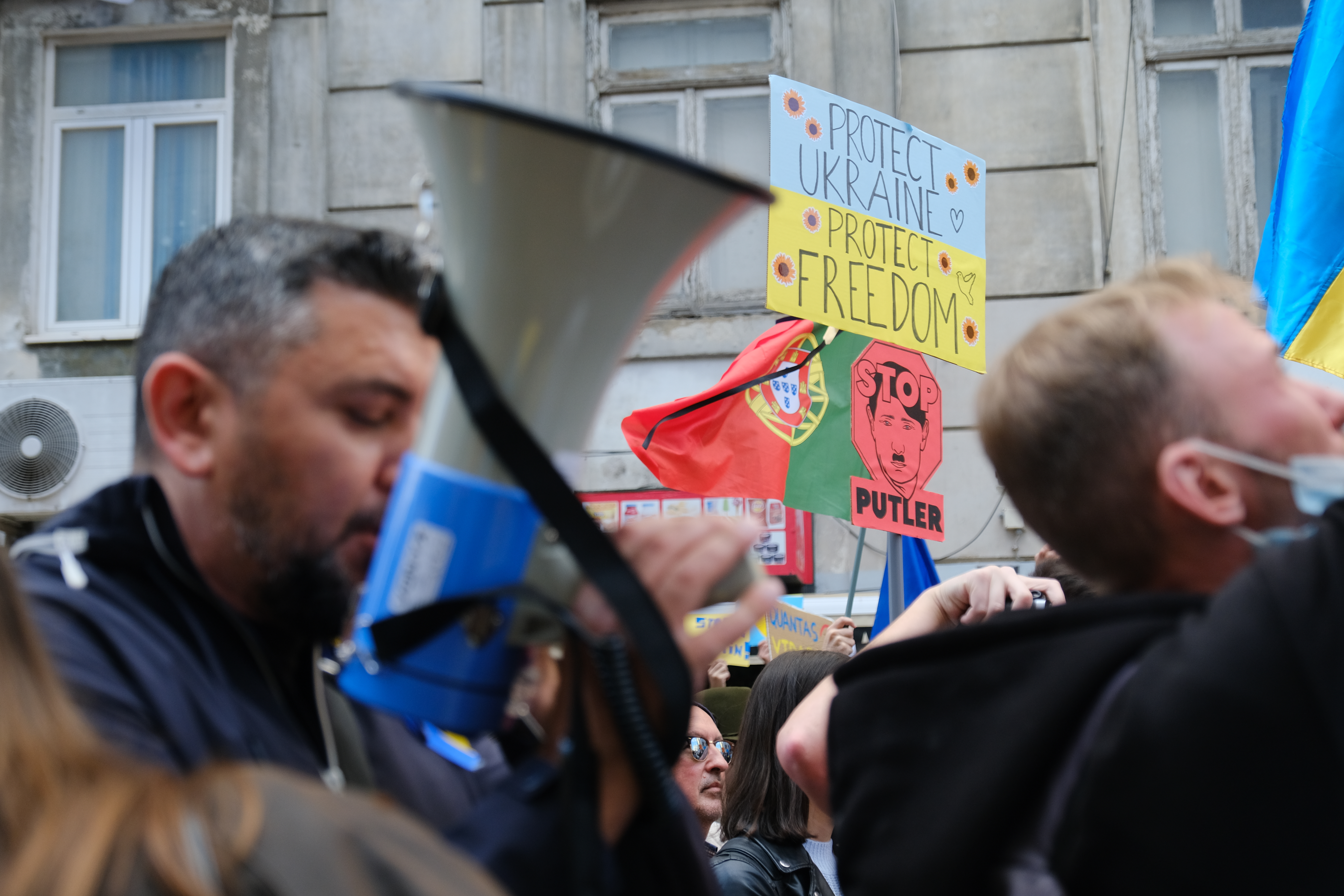
Протести проти війни в Україні. Лісабон. лютий 2022 р.
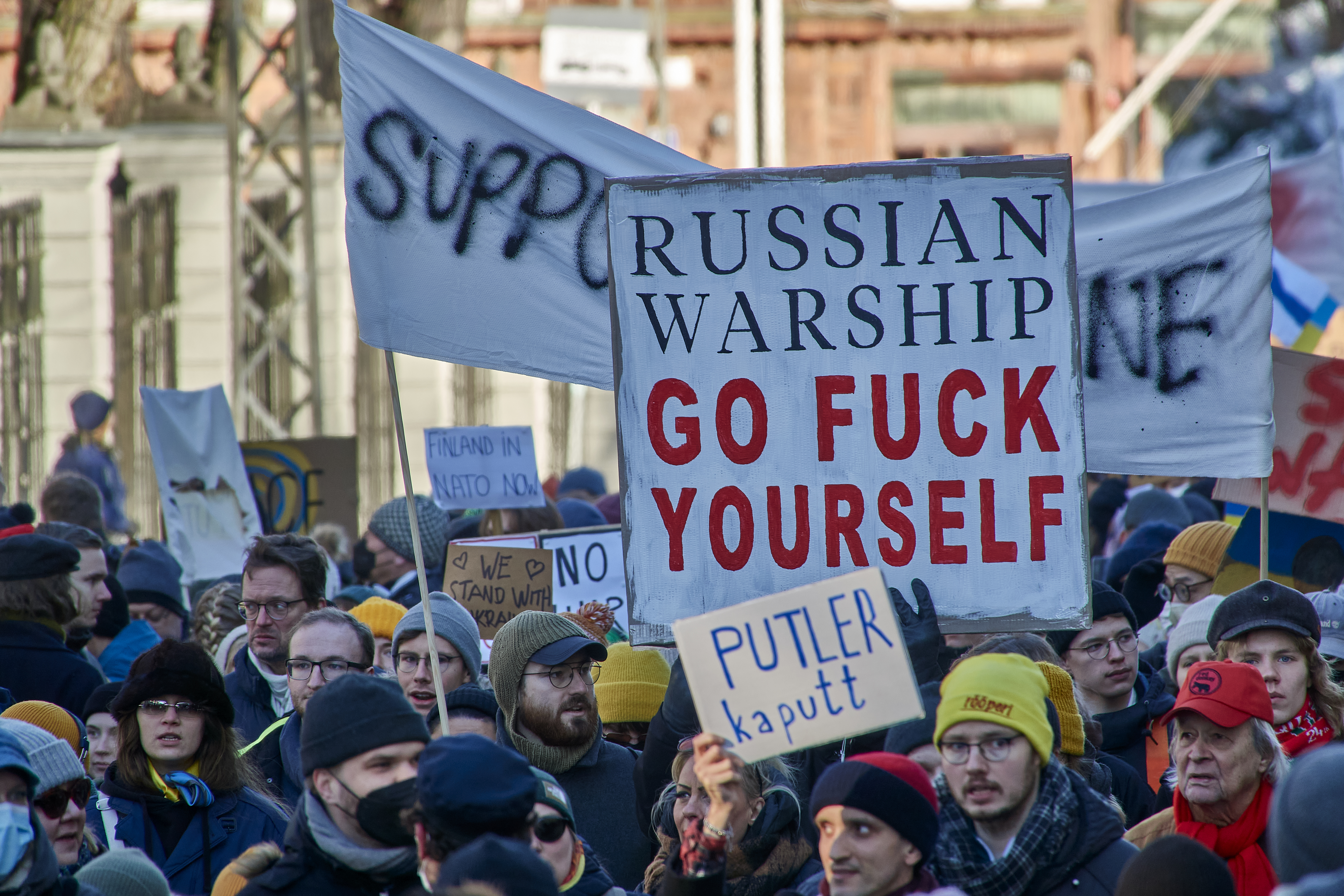
Антивоєнний мітинг у Гельсінкі. 26 лютого 2022 р.
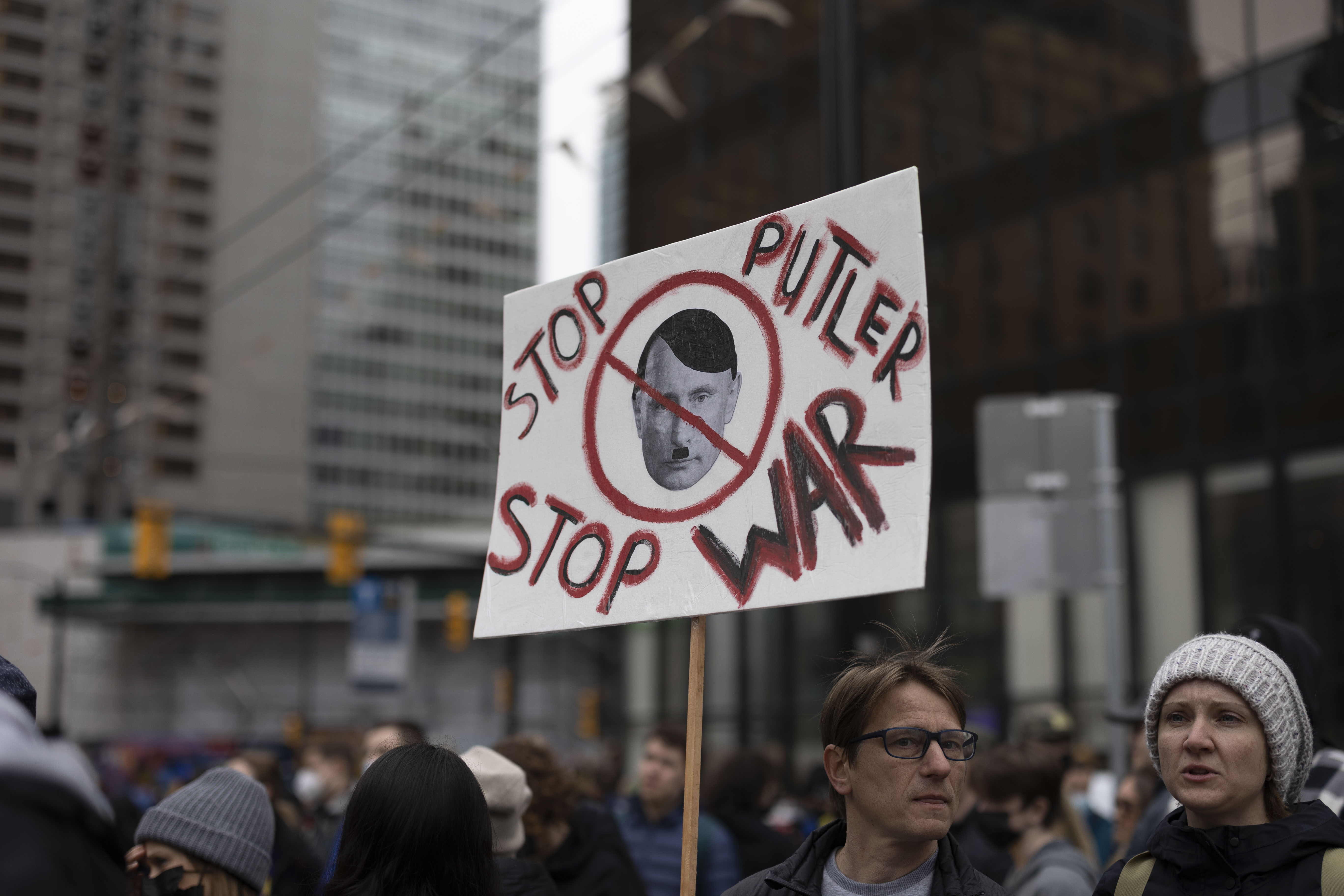
Протести проти війни в Україні. Ванкувер. 26 лютого 2022 р.
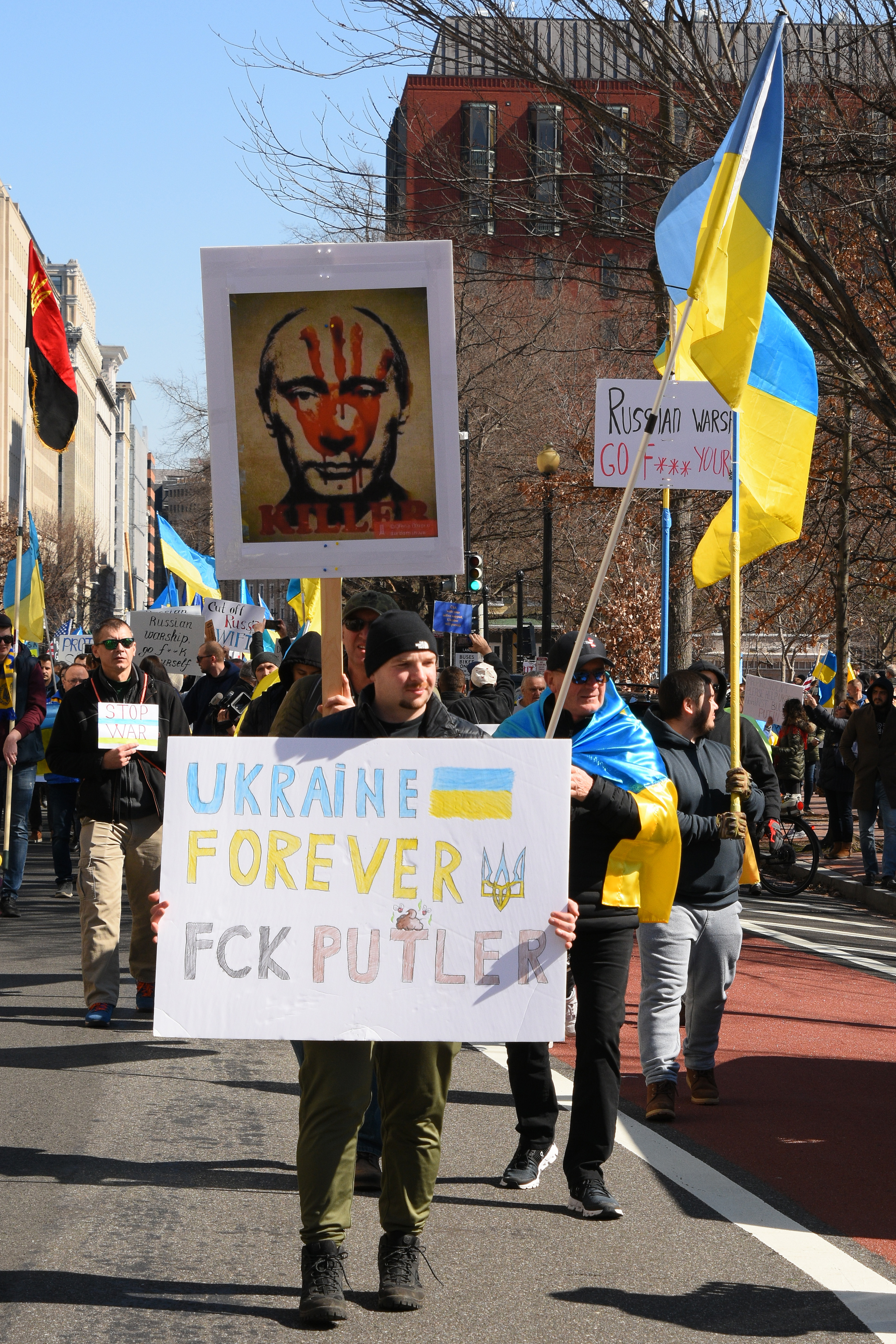
Антивоєнний мітинг в Україні. 2022 рік
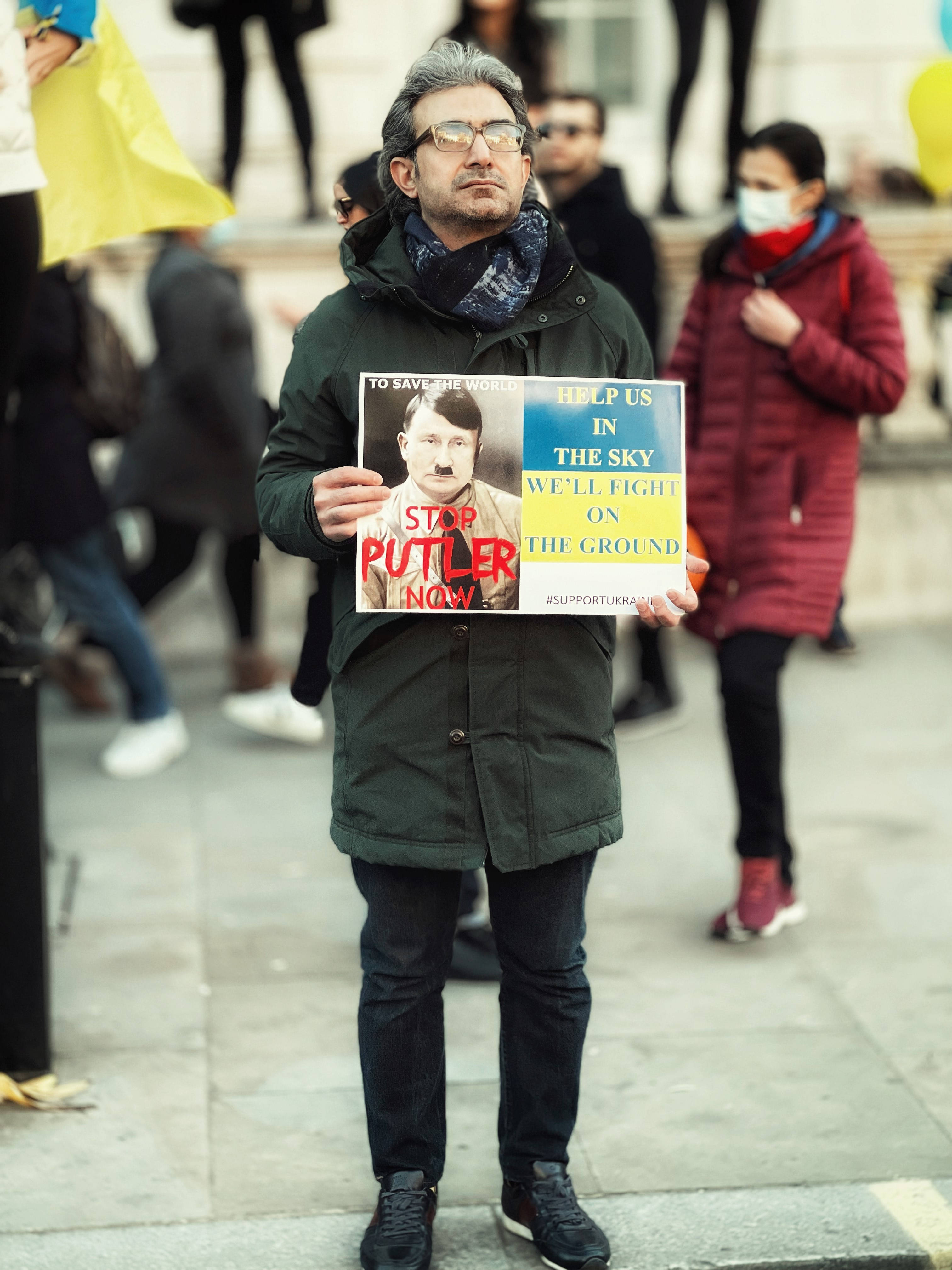
Протест проти війни в Україні. Лондон. 2022 рік
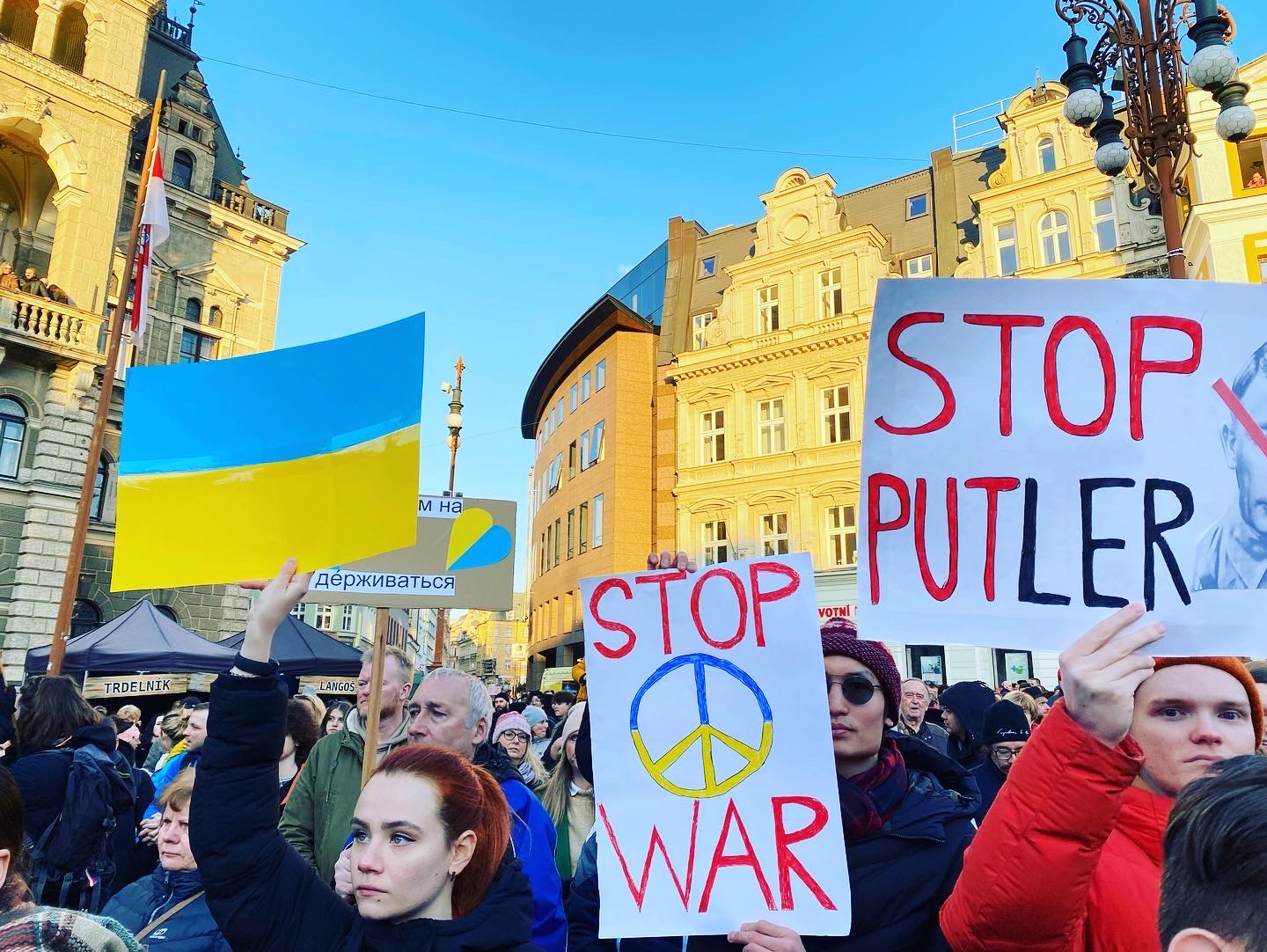
Під час концерту на підтримку України в місті Ліберець. Чехія. 1 березня 2022 року.

## У літературі
- Сатирична сотня діє або Путлер капут: сатира і гумор. Антологія сучасного гумору і сатири. — Київ, Журналіст України, 2016. — 376 с.

## У кінематографі
- Короткометражна анімаційна стрічка «Путлер капут!»[13]. У 2023 році отримала нагороду національної кінопремії «Золота дзиґа» — Найкращий анімаційний фільм[14].